# Oedothorax collinus
Oedothorax collinus là một loài nhện trong họ Linyphiidae.
Loài này thuộc chi Oedothorax. Oedothorax collinus được miêu tả năm 1991 bởi Ma & Zhu.